# Mega Records
Mega Records war ein amerikanisches Plattenlabel mit Sitz in Nashville, Tennessee. Es wurde 1970 von Brad McCuen und Harry Pratt gegründet.

## Geschichte
Brad McCuen (1921–2002) war von 1948 bis 1969 A&R-Director und Jazz-Koordinator bei RCA Records. Dort arbeitete er unter anderem mit Chet Atkins oder Elvis Presley. 1969 verließ er RCA und zog nach Nashville, wo er mit Harry Pratt Mega Records gründete.
Gleich zu Beginn verzeichnete das Label mit der Countrysängerin Sammi Smith seine größten Erfolge. Deren erste Single bei Mega Records, He's Everywhere (Mega 0001), die im August 1970 veröffentlicht wurde, war gleichzeitig das Debüt des Labels.  Sammi Smiths nächste Single, Help Me Make It Through the Night (Mega 0015), ein von Kris Kristofferson geschriebener Titel, erreichte Platz 1 in den Country-Charts. Der Song gewann 1972 jeweils Grammys für den besten Country-Song und die beste weibliche Country-Gesangsdarbietung. Von 1971 bis 1976 veröffentlichte Sammi Smith noch vierzehn weitere Hits bei Mega Records, die allesamt in den Charts notiert waren.
Weitere Künstler, die das Label ab 1971 unter Vertrag nahm, waren der Countrysänger Mack Vickery, dessen Live-Album Mack Vickery Live! At the Alabama Women's Prison in Anlehnung an Johnny Cash, in einem Frauengefängnis aufgenommen wurde; Bill Black’s Combo, deren Platten ohne den bereits 1965 verstorbenen Black jedoch keine nennenswerten Erfolge mehr wurden oder das durchaus erfolgreichere Country-Duo Jack Blanchard & Misty Morgan, die bei Mega Records fünf Singles mit Chart-Platzierung einspielten; den Countrysänger und Songwriter Glen Sherley, sowie Henson Cargill, der zuvor bei Monument Records mit Skip a Rope einen Charterfolg hatte und nun bei Mega Records vier erfolgreiche Singles veröffentlichte.
Mit der Bach-Interpretation Joy (Mega 0050), der britischen Instrumentalgruppe Apollo 100 landete Mega Records einen Hit, der es 1972 auf Platz 6 der US-Charts schaffte. Es blieb jedoch bei einem One-Hit-Wonder, weitere Veröffentlichungen der Band waren nicht erfolgreich.
Im Januar 1972 handelte McCuen mit Bob Thiele, dem Inhaber von Flying Dutchman Records, einen Vertrag über fünf Alben, die sogenannte Flying Dutchman Series (M51–5000), aus. Die Serie präsentierte Künstler wie beispielsweise Larry Coryell,  Benny Goodman, Bernard „Pretty“ Purdie, Leon Thomas oder Eddie „Cleanhead“ Vinson. Da Thiele keinen weiteren Vertrag mit Mega Records abschloss, blieb es bei dieser Serie. Keines der Alben wurde ein Charterfolg.
Ab 1972 nahm Mega mit Don Bowman, Ray Pillow und Patsy Sledd weitere Country-Interpreten unter Vertrag. Mit einem Comeback der britischen Sängerin Julie Rogers hoffte McCuen einen neuen Popchart-Erfolg für Mega Records zu erzielen, was jedoch nicht gelang. Ebenso misslang eine Album-Neuauflage des in den 1940er und 1950er Jahren erfolgreichen Musikers Phil Harris. Im April 1972 wurde Mega Records eine Tochtergesellschaft von Zemarc Ltd, einer Holdinggesellschaft aus Pennsylvania. 
Der Executive Producer Bruce Davidson verließ im August 1972 das Label um eine eigene Firma zu gründen, was ihn jedoch nicht davon abhielt, weiterhin Cover für Mega Records zu gestalten. So entwarf er das humorvolle Motiv für das zweite, Master Pieces betitelte, Album von Apollo 100, das den Mann mit dem Goldhelm zeigt, der mit aufgerissenen Augen aus seinem Rahmen auf eine Nackte starrt.
Im September 1973 wurde Mega Records an das im kalifornischen Torrance angesiedelte Label Zodiac Records verkauft. Neuer Manager wurde Dave Bell und Brad McCuen verließ das Label. Bald darauf wurde Mega Records als „Division of Pickwick International, Inc. of Woodbury, NY.“ von Pickwick Records übernommen. Unter der neuen Firmenleitung konnte Mega Records mit Titeln von Sammi Smith nur noch ein paar mäßige Erfolge verbuchen, darunter den Hit Today I Started Loving You Again, der es 1975 in die Top 10 der Country-Charts schaffte. Im Frühjahr 1976 wurde Mega Records zahlungsunfähig. Sammi Smith wechselte zu Elektra. Katalog und Masterbänder von Mega Records wurden an verschiedene Reissue-Labels verkauft.